# X̂
X̂ (minuskule x̂) je speciální znak latinky. Nazývá se X s circumflexem (či X se stříškou). Používá se v jazycích používaných na Aljašce, a to v aleutštině a haidštině. Ve fyzice je znak {\displaystyle {\hat {x}}} vyhrazen pro označení operátoru polohy v kvantové mechanice (stříška nad znakem obvykle značí, že se jedná o operátor).
V Unicode má X̂ a x̂ tyto kódy:
X̂ U+0058 U+0302
x̂ U+0078 U+0302